# Menú de Nintendo 3DS
El Menú de Nintendo 3DS es el nombre provisional de la interfaz gráfica de usuario y sistema operativo de la consola Nintendo 3DS. Es un sistema actualizable y tiene una interfaz muy sencilla compuesta por 13 programas básicos y 5 programas con opción de multitarea. Presenta una barra superior con las aplicaciones multitarea, con las cuales se puede alternar su juego con el buscador de Internet, lista de amigos, cuaderno de notas, centro de notificaciones y Miiverse (cerró el servicio el 7 de noviembre de 2017). Las actualizaciones pueden ser descargadas del menú de configuraciones de la consola y normalmente incluyen mejoras en la interfaz gráfica y el sistema operativo o mejoras en la estabilidad de la consola.

## Programas preinstalados

### Programas básicos
Son los programas básicos que conforman el Menú HOME de la consola y permiten el uso a fondo de la consola.

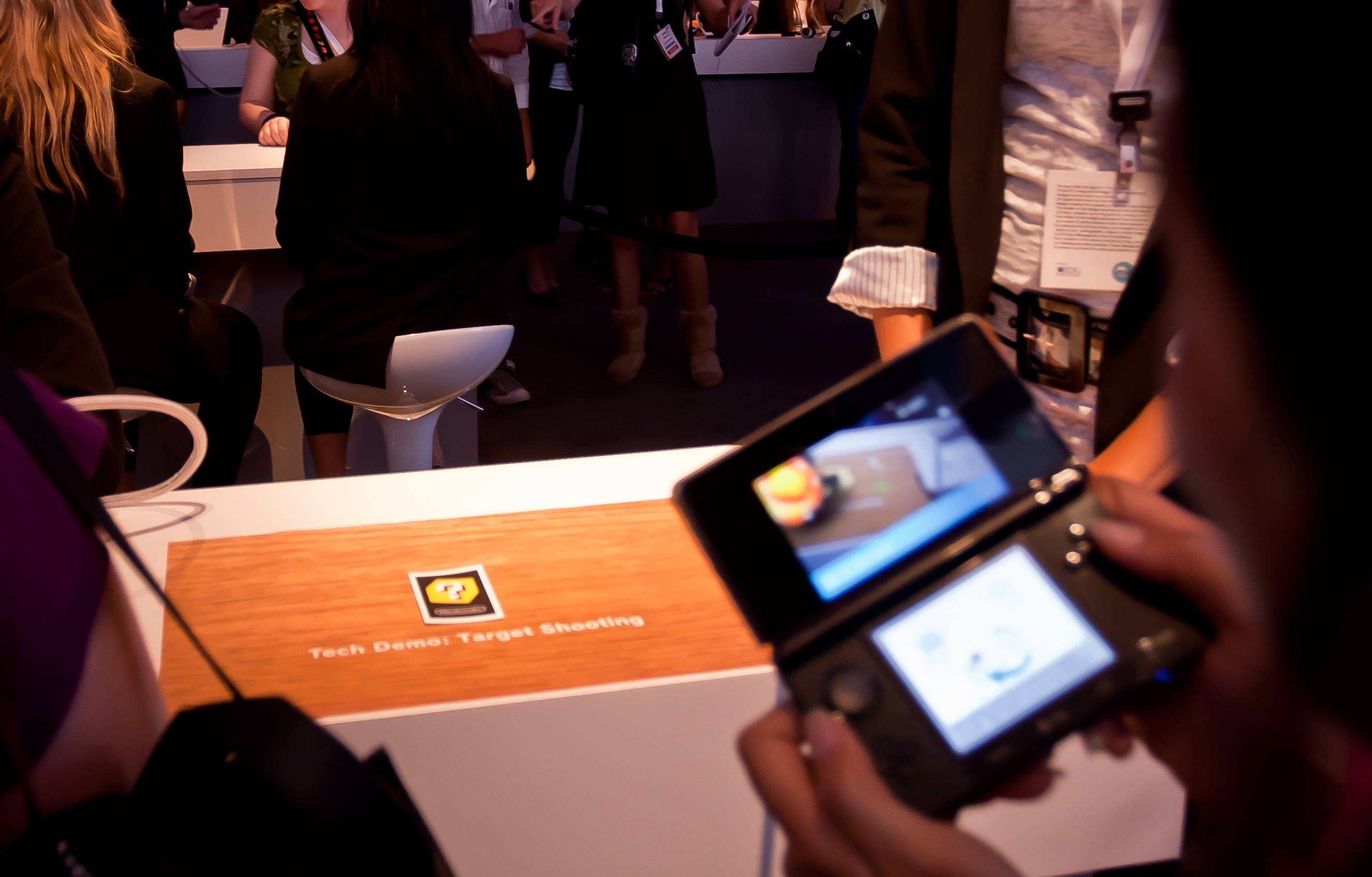
Una demo del juego de realidad aumentada "arquero" mostrada en el E3 2010

- Cámara de Nintendo 3DS: La consola es capaz de realizar fotos en 3D y visualizarlas en ella. También incluye la opción de grabar en 3D durante un máximo de 10 minutos, con opciones como stop-motion.
- Nintendo 3DS Sound: Se puede crear archivos de sonido y editarlos. En una sola Tarjeta SD de 2 Gb se pueden guardar un total de 180 clips de sonido de 10 segundos. Además, puede reproducir música de formato AAC y MP3 que tengas grabada en la Tarjeta SD.
- Editor de Mii: Una aplicación similar al Canal Mii de Wii donde se puede crear Miis. Además, también se pueden enviar Miis desde la Wii hasta la Nintendo 3DS; pero no a la inversa, pues los Miis de Ninntendo 3DS tienen más características. Si no queremos crear un Mii desde el principio hasta el final, podemos elegir el color de la piel, del pelo y de los ojos y tomarle una foto a alguien y la consola hará el resto, sólo tendremos que retocar el Mii que ha sido creado.
- Face Raiders: Conocido como Atrapacaras en España. Es un minijuego que hace uso de la realidad aumentada, las cámaras, el efecto 3D y el giroscopio. En dicho juego se tendrá que pegar "pelotazos" a distintas caras que bien puede ser hechas por la cámara de dos formas: o haciendo una foto a alguien anteriormente o siendo capturadas en plena partida.[2]
- Juegos RA: Juegos de Realidad Aumentada, que son utilizados mediante distintas cartas (6 en total) que se incluye en la caja al comprar la consola. La cámara detecta dicha carta y puede aparecer personajes y objetos como si estuvieran en la realidad. Este es el conjunto de los juegos RA:[3]
  - Arquero: Tendremos disparar a unas dianas.
  - Minibillar: La superficie en donde se encuentre la carta de RA podrá elevarse o bajarse formando un circuito que recorre la bola para llegar al final
  - Pesca: Podremos pescar en nuestra propia mesa diversos tipos de peces y alguna que otra sorpresa.
  - Grafiti: En la pantalla táctil dibujas algo, mientras en la de arriba, el dibujo aparece en la realidad. Se podrá mover y hacer una foto con él.
  - ¡Paparazzi!: Con ayuda de cartas RA especiales, en una mesa podremos ver a varios personajes de Nintendo como: Mario, Samus Aran, varios Pikmins, Link y Kirby. Podemos cambiar su posición, moverlos por la realidad y hacernos fotos con ellos.
  - Fotografía Mii: Funciona exactamente igual que ¡Paparazzi!; solo que en lugar de ser con los personajes de Nintendo, será con los Miis que hayamos creado en el Editor de Mii. Podremos cambiar la pose y la expresión de la cara del Mii.
  - Juegos desbloqueables de RA: Como una segunda parte del Minibillar y Arquero. Los compraremos por medio de las Monedas de juego, que se consiguen caminando con la consola.
- Nintendo eShop: Es una "tienda virtual" similar a la Tienda Nintendo DSi en la que se pueden descargar juegos desde la plataforma 3DSWare al igual que en DSiWare. Además, también se pueden descargar demos. Las demos se distribuyen principalmente en Japón, pero existen demos como la de Resident Evil: Revelations que llegó a Europa y América el 19 de enero. Este programa fue descontinuado el 27 de marzo de 2023.[4]
- Navegador de internet: Está disponible desde la actualización 2.0.0-2 o superior. Requiere conexión a Internet.
- Registro de actividad: Indica cuanto tiempo hemos jugado en cada juego y aplicación. Y, además, podemos saber cuantos pasos hemos dado por día y verlo a través de un gráfico. Cada 100 pasos ganaremos una moneda. Podremos almacenar un máximo de 10 monedas al día y 300 en total. Las monedas se puede canjear en aplicaciones como "Rescate Mii" y en juegos compatibles con las monedas.
- Plaza Mii de StreetPass: Aquí van a parar todos los Miis de otros jugadores que nos hayamos encontrado a través de StreetPass. Se pueden ver los perfiles de otros usuarios de Nintendo 3DS, con detalles como el país y región de proveniencia, o los juegos a los que ha jugado más recientemente. El 16 de abril de 2015, recibe la versión 4.0[5] en Europa. En esta actualización, los usuarios ya pueden comprar dos nuevos juegos: Club de pesca Mii y Apocalipsis Mii. Y el 1 de septiembre de 2016, tras la actualización 5.0,[6] se añadieron cinco nuevos juegos de la Plaza Mii de StreetPass a la venta y se introduce la Plaza Exprés, con la cual empezar a jugar es aún más rápido.
  - En busca del cromo/Buscaestampas: Al principio del juego, recibiremos la pieza de un panel, que es un segmento de una fotografía de un juego famoso de Nintendo. Para conseguir las estampas, tendremos que usar StreetPass y conseguir piezas de otros jugadores, o gastarnos monedas que hayamos conseguido caminando con la consola (cada cromo cuesta 2 monedas). Cuando completemos un panel, podremos acceder a dicho panel, girarlo y poder ver una pequeña animación en 3D desde varios ángulos.
  - Rescate Mii: Al principio del juego, nuestro Mii es encerrado en una jaula y tiene que ser rescatado por otros Miis que encontremos por medio de StreetPass.
  - Rescate Mii 2: Nueva edición de Rescate Mii. Para tener Rescate Mii 2 hay que actualizar la consola a la versión 3.0.0-5 o superior, completar Rescate Mii 1 y tener todos los gorros.
  - Minicarreras Mii: Es controlar un automóvil en miniatura y competir en circuitos para ser el mejor piloto de la pista.
  - Bolsa Mii: Se podrán comprar y vender acciones siguiendo los consejos de nuestros amigos hasta convertirse en la sensación del mercado de valores.
  - Chef Mii: Los héroes necesitan alimentarse, así que recurrirán a nuestro restaurante para pedirnos platos que habrá que cocinar con unos ingredientes en especial y así fortalecer a los personajes para el combate.
  - Ninja Mii: Nuestro Mii se meterá dentro de un cañón con el que habrá que trazar una trayectoria para que recoja unos objetos que estarán situados en el aire con los que derrotar a los enemigos.
  - Expedición Mii: En este último habrá que reclutar amigos y usar su recuento de pasos para avanzar, descubrir tesoros y hacer fotos a animales.
  - Escuadrón Mii: Es similar al rescate Mii, con la diferencia de que la historia transcurre en el espacio. Es un juego de disparos y desplazamiento lateral con personajes Mii en el don de las fuerzas policiales intergalácticas que deben defender la galaxia de los malvados piratas espaciales.
  - Jardín Mii/Villa Flora:Todo comienza cuando te mudas a la pintoresca Villa Flora, Mendel te enseñara todo lo necesario para convertirte en un as de la jardinería; tendrás que cultivar plantas junto a la gente que te cruces por Streetpass. También podrás decorar tu jardín a tu gusto y aceptar encargos de floristería. Con cada Mii que te encuentres te ayudara a cultivar flores; el proceso es muy sencillo: en primer lugar los invitados llegan a la entrada y riegan tu planta (cuanta más gente te ayude a regarla, más rápido conseguirás que crezca) y cuando tu planta crezca lo suficiente la veras florecer. Cuando una planta haya florecido podrás recoger sus semillas.
  - Conquista Mii/Senda del Guerrero: Es similar al Rescate Mii sólo que cuando te cruzas con alguien en Streetpass que tenga 100 personas en su plaza tu tendrás 100 personas en tu ejército. Combina la estrategia y la suerte. Deberemos hacernos con un gran ejército capaz de conquistar el mundo. Como gobernador del reino, se debe tratar de conquistar los veinte países que aparecen en el mapa a la vez que se defiende y expande el castillo del propio jugador.
  - Mansión Monstruosa: Es un juego de puzles que se desarrolla dentro de una casa embrujada de la que el jugador debe escapar. Para lograrlo, los jugadores usan piezas recibidas de los Mii con los que se encuentran por StreetPass para construir un laberinto. Los puntos de bonificación se puede ganar mediante el uso de piezas para hacer habitaciones, que se utilizan para luchar contra los fantasmas que aparecen en ciertos puntos.
  - Club de pesca Mii: Este minijuego será más relajado que el anterior. Visitaremos el Archipiélago Mii, donde nos encontraremos con nuestra guía, Coral. Viajaremos en barco a distintas localizaciones del lugar para pescar todo tipo de peces. También podremos usar StreetPass para conseguir cebos de los Miis que nos cruzemos por la calle. Dependiendo del cebo que usemos, conseguiremos atraer a varias especies de peces.
  - Apocalipsis Mii/Misión Z: Tendrás que sobrevivir a una horda de zombis que asolan la ciudad. Nuestro objetivo será ayudar a los supervivientes, y para ello tendremos que eliminar a los zombis usando todo tipo de armas extravagantes, como un radiocasete o un megáfono. También podremos usar habilidades especiales para acabar con varios enemigos a la vez.

### Programas multitarea
Se ubican en la barra superior del Menú HOME y permiten la opción de multitarea mientras se usa otro programa de Nintendo 3DS.
- Cuaderno de juego
- Lista de amigos
- Centro de notificaciones (Notificaciones)
- Buscador de internet (Navegador de internet)
- Miiverse (descontinuado el 7 de noviembre de 2017)

## Lista de actualizaciones y versiones del sistema
Accede a la página citada para obtener información sobre las actualizaciones y versiones del sistema.

## Lista de Demos de Nintendo 3DS
| Lanzamiento                          | Continentes                                                                                    | Descargable | Juego                                                   |
| ------------------------------------ | ---------------------------------------------------------------------------------------------- | ----------- | ------------------------------------------------------- |
| 2011                                 | Bandera de Estados Unidos · Bandera de Unión Europea · Bandera de Australia · Bandera de Japón | No          | - The Legend of Zelda: Ocarina of Time 3D               |
| 2011                                 | Bandera de Estados Unidos · Bandera de Unión Europea · Bandera de Australia · Bandera de Japón | No          | - Steel Diver                                           |
| 2011                                 | Bandera de Estados Unidos · Bandera de Unión Europea · Bandera de Australia · Bandera de Japón | No          | - Super Street Fighter IV: 3D Edition                   |
| 2011                                 | Bandera de Estados Unidos · Bandera de Unión Europea · Bandera de Australia · Bandera de Japón | No          | - Pilotwings Resort                                     |
| Octubre de 2011                      | Bandera de Estados Unidos                                                                      | No          | - Super Mario 3D Land                                   |
| Diciembre de 2012                    | Bandera de Estados Unidos                                                                      | No          | - Mario Kart 7                                          |
| 26 de diciembre de 2011              | Bandera de Japón                                                                               | Sí          | - Theatrhythm Final Fantasy                             |
| 26 de diciembre de 2011              | Bandera de Japón                                                                               | Sí          | - Rhythm Thief & the Emperor’s Treasure                 |
| 26 de diciembre de 2011              | Bandera de Japón                                                                               | Sí          | - Metal Gear Solid 3: Snake Eater                       |
| 26 de diciembre de 2011              | Bandera de Japón                                                                               | Sí          | - Resident Evil: Revelations                            |
| 19 de enero de 2012                  | Bandera de Estados Unidos · Bandera de Unión Europea                                           | Sí          | - Resident Evil: Revelations                            |
| 19 de enero de 2012                  | Bandera de Unión Europea                                                                       | Sí          | - Cooking Mama 4                                        |
| 26 de enero de 2012                  | Bandera de Estados Unidos                                                                      | Sí          | - Mario y Sonic en los Juegos Olímpicos de Londres 2012 |
| 9 de febrero de 2012                 | Bandera de Unión Europea                                                                       | Sí          | - Crush 3D                                              |
| 16 de febrero de 2012                | Bandera de Estados Unidos · Bandera de Unión Europea                                           | Sí          | - Metal Gear Solid 3: Snake Eater                       |
| 22 de febrero de 2012                | Bandera de Estados Unidos · Bandera de Unión Europea                                           | Sí          | - Nintendogs + Cats                                     |
| 1 de marzo de 2012                   | Bandera de Unión Europea                                                                       | Sí          | - Mario y Sonic en los Juegos Olímpicos de Londres 2012 |
| 1 de marzo de 2012                   | Bandera de Estados Unidos                                                                      | Sí          | - Crush 3D                                              |
| 8 de marzo de 2012                   | Bandera de Unión Europea                                                                       | Sí          | - Dead or Alive: Dimensions                             |
| 15 de marzo de 2012                  | Bandera de Unión Europea                                                                       | Sí          | - Rhythm Thief & The Emperor's Treasure                 |
| 22 de marzo de 2012                  | Bandera de Unión Europea                                                                       | Sí          | - Pyramids                                              |
| 29 de marzo de 2012                  | Bandera de Estados Unidos                                                                      | Sí          | - Mutant Mudds                                          |
| 2012                                 | Bandera de Estados Unidos · Bandera de Unión Europea                                           | Sí          | - Rayman Origins                                        |
| 2012                                 | Bandera de Estados Unidos · Bandera de Unión Europea                                           | Sí          | - Monster Hunter 3 Ultimate - Kid Icarus: Uprising      |
| 2012 (Japón) 2013 (Europa y América) | Bandera de Estados Unidos · Bandera de Unión Europea · Bandera de Japón                        | Sí          | - Animal Crossing: New Leaf                             |

## Aplicaciones y juegos descargables gratuitos
Las aplicaciones se descargan desde la tienda virtual Nintendo eShop
- Nintendo Video: Disponible para descargar desde la tienda Nintendo eShop. Es un programa en el que se pueden ver videos de música, deportes, series, películas, etc. en 3D; cuantas veces se quiera y cuando sea (hasta que sean reemplazados por nuevos vídeos). Requiere conexión a Internet. Disponible desde el 13 de julio de 2011.
- Trailers: Como los de Mario Kart 7, Super Mario 3D Land, etc.
- Correo Nintendo: (En América PasaCartas): Permite intercambiar mensajes con tus amigos a través de StreetPass y SpotPass (cerró el servicio el 1 de noviembre de 2013).[7] Además, puedes añadir fotos en 3D y mensajes de voz de 5 segundos a esos mensajes, además, es posible cambiar los tipos de papel y enviar una carta con un sello de fecha (futura o pasada) es decir, que los destinarios que reciban dicha carta no podrán verla hasta tal día. Disponible desde el 22 de diciembre de 2011
- Eurosport: Es igual que Nintendo Video, pero en este solo hay vídeos del canal deportivo Eurosport en 3D. Disponible desde el 15 de diciembre de 2011
- Pokédex™ 3D: Descárgate gratis la Pokédex™ 3D, disponible exclusivamente en Nintendo eShop para la consola Nintendo 3DS, y ponte a reunir datos de más de 150 Pokémon™ de los juegos de Pokémon Negro y Blanco. Al principio recibirás 16 Pokémon, para poder reunir más Pokémon, es necesario activar SpotPass™ para recibir tres Pokémon diarios. También será posible intercambiar tus Pokémon con tus amigos mediante StreetPass. Disponible desde el 7 de junio de 2011.
- Demos de juegos: Es posible descargar demos o versiones de prueba desde Nintendo eShop. Cada cierto tiempo aparecen nuevas demos. Normalmente, las demos solo se podrán como máximo 30 veces pero hay otros que solo se pueden abrir 10 veces; tras esto, se eliminarán de la consola y se bloquearán, por lo que no se podrán volver a descargar. Las primeras demos que están disponibles en Europa y América son: Resident Evil: Revelations y Cooking Mama 4.[8] Pero también hay otros como: Crush 3D, Metal Gear Solid 3D, Nintendogs + Cats, Mario y Sonic en los Juegos Olímpicos London 2012 y muchísimos más.
- Consola Virtual: es un servicio de descarga de videojuegos clásicos ofrecido por Nintendo para sus videoconsolas Wii, Nintendo 3DS y Wii U. Contiene juegos de Game Boy, Game Boy Color y a partir de marzo, contendrá juegos de Game Gear.[9][10]